# Herman van Bergen (beeldend kunstenaar)
Herman van Bergen (Nijmegen, 24 april 1953) is een multidisciplinair Curaçaos-Nederlands beeldend kunstenaar.

## Leven en werk
Van Bergen ging van zijn negende tot zijn zeventiende jaar naar de Vrije Academie in Nijmegen, waar hij leerde tekenen en schilderen. Later studeerde hij aan de kunstacademie ArtEZ in Arnhem en antropologie aan de Universiteit Nijmegen. In 1989 verhuisde hij naar Curaçao. Daar werd hij bekend met zijn schilderijen en kunstkalenders, als illustrator van boeken, maar vooral met zijn kunstwerken van doornentakken van de Vachellia tortuosa (sumpiña art). Hij begon met dit materiaal te werken door zijn deelname aan een internationale workshop waar met natuurlijke materialen kunst moest worden gemaakt.

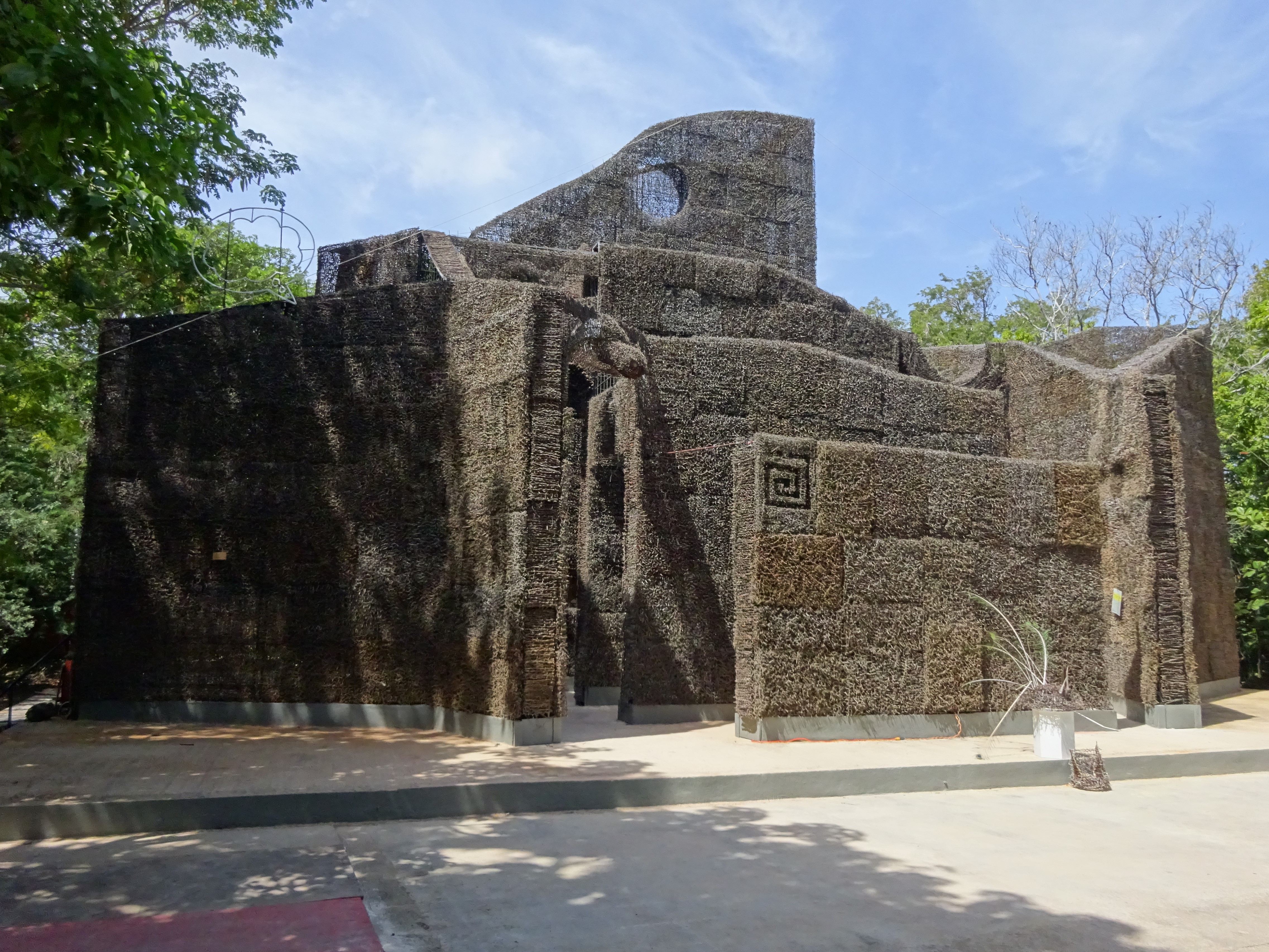
De Kathedraal van doornen

Vanaf 1987 werden zijn schilderijen tentoongesteld in Nederland, de Nederlandse Antillen en Suriname. Hij nam ook deel aan groepsexposities, zoals de Auto Retrato Nobo in Aruba (1999), de San Sebastion expositie in Maracaibo, Venezuela (2000), in Art Center Delft (2000), de Watamula International Artist Workshop in Curaçao (2000), de Biënnale Santo Domingo (2007), de Triënnale Santo Domingo in het Museo di Arte Moderno (2010), en Tropisch Koninkrijk in Museum de Fundatie (2013).
In 2008 schreef Van Bergen het Snèk book Curaçao, over het dagelijkse leven op Curaçao en de eigenaren, het personeel en de bezoekers van de snèk (een soort minisupermarkt in combinatie met een openluchtkroeg). Het verscheen in het Papiamentu, Engels en Nederlands en bevat honderden foto's van Bob en Rik Adriaans en bijdragen van schrijvers als Elis Juliana, Erich Zielinski, Hans Vaders en Fifi Rademaker.
In 2012 behaalde Van Bergens sumpiñasculptuur El Indjan een top-vijfplaats tijdens de Artprize-tentoonstelling in Michigan. In 2013 werd het sumpiñabeeld Beso di kunuku (The Kiss) als officieel geschenk overhandigd aan koning Willem Alexander en koningin Máxima tijdens hun kennismakingsbezoek aan Curaçao. In 2013 nam hij met het beeld Islas Inútiles deel aan de expositie Tropisch Koninkrijk ter gelegenheid van 200 jaar Koninkrijk in Museum de Fundatie.
Van 2012 tot 2020 werkte hij aan zijn magnum opus, de Kathedraal van doornen in de tuin van Landhuis Bloemhof in Willemstad. In november 2021 bracht prinses Beatrix er een bezoek, in februari 2023 koning Willem Alexander, koningin Máxima en prinses Amalia.

## Onderscheidingen
- De originaliteitsprijs op de expositie van lokale kunst van het Curaçaosch Museum (1998).
- De Cola Debrotprijs voor zijn gehele oeuvre en zijn bijdrage aan de ontwikkeling van de kunst, opleiding en bewustzijn op Curaçao (2016). Bij die gelegenheid werd in Landhuis Bloemhof en overzichtstentoonstelling van zijn werk gehouden.
- Twee CODAawards voor de Kathedraal van doornen: in de categorie Landscape en de People's Choice Award (2020).[11]
- De International Sculpture Center’s Innovator Award, een erkenning voor "creatieve innovatie van individuen, organisaties of collectieven die nieuwe ideeën ontwikkelen op het gebied van hedendaagse beeldhouwkunst" (2022).[12] Van Bergen was als eregast uitgenodigd voor de 2023 Night of Excellence Celebration van het ISC.

## Persoonlijk
Herman van Bergen is getrouwd met Daisy Casimiri.
- Gemeinsame Normdatei: 1017028761
- RKD-Nederlands Instituut voor Kunstgeschiedenis: 7094
- Virtual International Authority File: 213896012